# Lemegeton

Le Sceau de Salomon apparaissant dans l'ouvrage.

Le Lemegeton Clavicula Salomonis, ou la petite clé de Salomon, ou simplement Lemegeton, est un traité de magie rituelle, anonyme, en anglais, de la seconde moitié du XVIIe siècle. Il s'agit, dans sa version complète, d'une compilation et d'une refonte de cinq textes, prêtés au roi d'Israël Salomon, ayant auparavant circulé de façon indépendante. Ce recueil participe d'une longue tradition d'œuvres (avec notamment le Testament de Salomon, les Clavicules de Salomon, le Grand grimoire, etc.) décrivant ce roi comme un sorcier ayant reçu à l'origine ses pouvoirs de Dieu,,,.

## Titre
Le titre Lemegeton Clavicula Salomonis, ou la petite clé de Salomon reprend celui d'un autre texte, ayant circulé sous différentes formes et en différentes langues depuis le XVe siècle, la Clavicula Salomonis (La petite clef de Salomon, aussi connu en français comme la ou les Clavicule(s) de Salomon). En anglais, ces deux ouvrages sont parfois distingués comme The Key of Salomon et The Lesser Key of Salomon (pour le Lemegeton).
L'origine et la signification du mot « Lemegeton » sont inconnues ; Joseph Hagan Peterson pense qu'il s'agit d'une invention de l'auteur due à son ignorance du latin, « Lemegeton Clavicula Salomonis » étant censé être traduit par « The Lesser Key of Salomon ».

### Manuscrits
Les principaux manuscrits datent de la seconde moitié du XVIIe siècle et se trouvent à la British Library de Londres :
- Sloane Ms. 3648 (1655).
- Sloane Ms. 2731 (1686).
- Sloane Ms. 3805 (1685).
- Sloane Ms. 3825 XVIIe – XVIIIe siècle.
- Harley Ms. 6483 (1712).

## Contenu
L'ouvrage est en cinq parties : la Goetia qui décrit 72 démons et le rituel pour les invoquer ; la Theurgia Goetia avec des esprits en partie bons et en partie mauvais ; l’Ars Paulina qui décrit les esprits et anges qui gouvernent les heures du jour et les signes du zodiaque, tels que supposément découverts par l'apôtre Paul après avoir été enlevé au ciel ; l’Ars Almadel (du nom de son présumé auteur arabe) qui décrit vingt esprits bienveillants du zodiaque ; et l’Ars Notoria, qui est un mélange de prières et de mots magiques permettant la communion avec Dieu et la connaissance des sciences humaine et divine (ce dernier texte est absent de certains manuscrits).

### Origines
En 1531, Henri-Corneille Agrippa de Nettesheim dans son de incertitudine et vanitate omnium Scientiarum et artium (De l'incertitude, vanité et abus des sciences), place dans une liste de livres de magie : l’Ars Almadel, l’Ars Notoria et l’Ars Paulina. Avec le titre du chapitre de l'ouvrage d'Agrippa Theurgia, et celui du précédent Goetia, on a les titres des cinq parties du Lemegeton.
La Goetia (= goétie, terme grec désignant la magie avec une connotation péjorative, par opposition à theurgia = théurgie) contient la description de 72 démons que le roi Salomon aurait invoqués puis emprisonnés dans une urne de laiton scellée par des symboles magiques, et qu'il aurait ensuite obligés à travailler pour lui. Le texte explique comment fabriquer une urne similaire et détaille les formules magiques afin d'appeler ces démons en toute sécurité. La liste de démons reprend pour l'essentiel celle du Pseudomonarchia daemonum de Johann Weyer, en appendice de son De Praestigiis Daemonum (1563), traduit en anglais par Reginald Scot. Mais l'ordre des démons est différent, et le rituel est plus élaboré que les simples invocations de Weyer. Les autres sources de la Goetia sont la Steganographia de Johannes Trithemius (vers 1500) et l’Heptameron de Pietro d'Abano, pour les rituels.
La Theurgia Goetia s'inspire de près du premier livre de la Stéganographie de l'abbé Trithème, écrite vers 1500, et qui circula de façon importante sous forme de manuscrits avant sa première publication en 1608, et dans laquelle les sceaux magiques et les conjurations sont en fait des exemples d'écritures codées. Le livre II de la Stéganographie a fourni les noms des esprits de l’Ars Paulina, les sceaux zodiacaux étant repris des Sept Livres de l'archidoxe magique de Paracelse, traduits en anglais par Robert Turner en 1656.
L’Ars Almadel, cité par Agrippa et par Trithème, se trouve également dans les versions en hébreu de la Clavicula Salomonis (Mafteach Shelomoh), dont les plus anciens manuscrits datent également de la fin du XVIIe siècle. Il s'agit de la reprise avec d'importantes modifications d'un traité de magie médiéval (dont les plus anciens manuscrits sont aussi connus sous le nom d’Almandal.
L’Ars Notoria, enfin, est un traité ayant circulé sous différentes formes depuis le XIIIe siècle, attribué à Salomon et Appolonius de Tyane. Les plus anciens manuscrits contenaient des figures qui ne furent reproduites par la suite, notamment la version latine imprimée vers 1620, qui fut traduite en anglais et imprimée en 1657 par Robert Turner. C'est cette version qui est reprise dans les manuscrits du Lemegeton qui contiennent l’Ars Notoria.

### 1resection:ArsGoetia

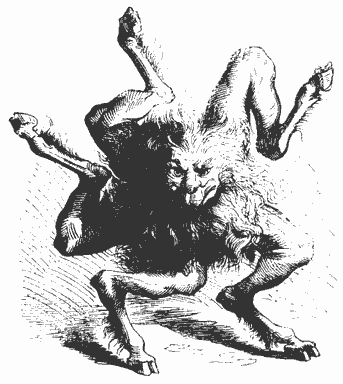
Buer, le 10e esprit, qui enseigne la philosophie naturelle et morale (illustration par Louis Le Breton du Dictionnaire Infernal)

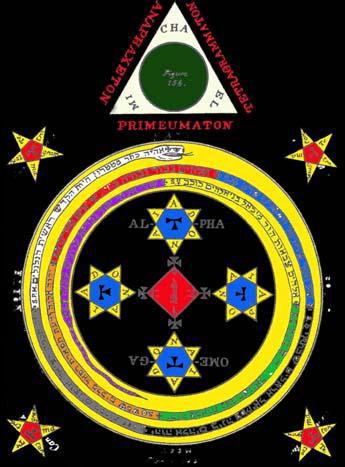

Une édition révisée de l’Ars Goetia est publiée en 1904 par Samuel Mathers et Aleister Crowley : The Goetia: The Lesser Key of Solomon the King. L'ouvrage devient un élément clef du système magique d'Aleister Crowley.
1. Roi Bael
2. Duc Aguarès
3. Prince Vassago
4. Marquis Samigina
5. Président Marbas
6. Duc Valefor
7. Duc Amon
8. Duc Barbatos
9. Roi Paimon
10. Président Buer
11. Duc Gusoyn
12. Prince Sitri
13. Roi Byleth
14. Marquis Leraje
15. Duc Eligos
16. Duc Zepar
17. Comte/Président Botis
18. Duc Bathin
19. Duc Saleos
20. Roi Purson
21. Comte/Président Morax
22. Comte/Prince Ipos
23. Duc Aim
24. Marquis Naberius
25. Comte/Président Glasya-Labolas
26. Duc Bune
27. Marquis/Comte Ronove
28. Duc Berith
29. Duc Astaroth
30. Marquis Forneus
31. Président Foras
32. Roi Asmodée
33. Prince/Président Gaap
34. Comte Furfur
35. Marquis Marchosias
36. Prince Stolas
37. Marquis Phenex
38. Comte Halphas
39. Président Malphas
40. Comte Raum
41. Duc Focalor
42. Duc Vepar
43. Marquis Sabnock
44. Marquis Shax
45. Roi/Comte Vine
46. Comte Bifrons
47. Duc Vual
48. Président Haagenti
49. Duc Crocell
50. Chevalier Furcas
51. Roi Balam
52. Duc Alocer
53. Président Caym
54. Duc/Comte Murmur
55. Prince Orobas
56. Duc Gremory
57. Président Ose
58. Président Amy
59. Marquis Orias
60. Duc Vapula
61. Roi/Président Zagan
62. Président Volac
63. Marquis Andras
64. Duc Flauros
65. Marquis Andrealphus
66. Marquis Cimeries
67. Duc Amdusias
68. Roi Bélial
69. Marquis Decarabia
70. Prince Seere
71. Duc Dantalion
72. Comte Andromalius

### 2esection:Ars Theurgia Goetia
L’Ars Theurgia Goetia (ou Art de la Théurgie Goétique) est la seconde partie de la Petite clef de Salomon. Le texte détaille les noms, caractéristiques et sceaux des 31 esprits aériens (appelés chefs, empereurs, rois et princes) que le roi Salomon aurait invoqués et confinés, les protections contre eux, les noms de leurs esprits serviteurs (appelés ducs), les rituels pour les invoquer, ainsi que leur nature, qui est à la fois bonne et mauvaise.
Leur rôle est de découvrir et faire connaître les choses cachées, les secrets de toute personne, et d'obtenir, transporter ou faire ce qui leur est demandé tant qu'ils sont confinés dans un des quatre éléments (le feu, l'eau, l'air et la terre). Ces esprits sont présentés selon un ordre complexe dans l'ouvrage et l'orthographe de leurs noms varie selon les éditions.

### 3esection:Ars Paulina
L’Ars Paulina (ou Art de Paul) est la troisième partie de la Petite clef de Salomon. Selon la légende, cet art aurait été découvert par l'apôtre Paul mais le livre le présente comme l'art paulien du roi Salomon. Il est divisé en deux chapitres.
Le premier chapitre traite des anges des différentes heures de la journée, détaillant leurs sceaux, leur nature, leurs serviteurs (appelés ducs), les relations de ces anges avec les sept planètes connues à l'époque, les aspects astrologiques appropriés pour les invoquer, leurs noms, ainsi que les rituels d'invocation pour les appeler.
Le second chapitre traite des anges qui gouvernent les signes du Zodiaque et les degrés de chaque signe, leurs relations avec les quatre éléments (le feu, l'eau, l'air et la terre), leurs noms et leurs sceaux. Ils sont appelés ici les anges des hommes car chaque personne est née sous un signe zodiacal, avec le soleil se trouvant à un degré précis.

### 4esection:Ars Almadel
L’Ars Almadel (ou Art de l'Almadel) est la quatrième partie de la Petite clef de Salomon. Il détaille les matériaux et rituels nécessaires à la fabrication de l'Almadel, une tablette de cire où sont dessinés des symboles de protection, ainsi que des quatre bougies de même cire qui doivent y être associées.
Cette section présente aussi les anges qui peuvent être invoqués, détaillant les rituels nécessaires, et expliquant que seules des choses justes et raisonnables peuvent leur être demandées. Le texte mentionne aussi les douze princes qui les dirigent. Les dates et aspects astrologiques appropriés à l'invocation sont brièvement présentés. L'auteur affirme avoir réalisé ces invocations.

### 5esection:Ars Notoria
L’Ars Notoria (ou Art Notoire) est la cinquième partie de la Petite clef de Salomon. Le texte affirme que cet art a été révélé par le Créateur à Salomon par l'entremise d'un ange.
Il contient un ensemble de prières (certaines sont divisées en plusieurs parties) émaillées de mots kabbalistiques et magiques en diverses langues (hébreu, grec…). Il explique comment les prières doivent être prononcées et comment ces rituels permettent la compréhension de toute science. Il mentionne les aspects lunaires en relation avec ces prières. Il prétend que les prières permettent l'invocation des anges de Dieu. Selon l'ouvrage, les prières correctement récitées permettent d'accéder à la connaissance et apportent une bonne mémoire, la stabilité mentale et l'éloquence. Le texte précise ce qui doit être observé afin d'obtenir un bon résultat.
Finalement, le texte explique comment le roi Salomon a reçu la révélation de l'ange.

### Sources primaires
- Butler Elizabeth Marian, « The Solomonic Cycle », in Ead., Ritual Magic, University Park, The Pennsylvania State University Press, 1979, p. 47-99.
- Clavicula Salomonis, la Clavicule de Salomon, roi des Hébreux, MacParthy Fred (éd.), Rouen, Sesheta Publications, 2013,  (ISBN 979-1-09-217602-5).
- De Laurence Lauron William, 2006 (1916).
- Henson Mitch, 1999.
- Lemegeton Clavicula Salomonis or The Lesser Key of Solomon. Detailing the Ceremonial Art of Commanding Spirits Both Good and Evil, Peterson Joseph Hagan (éd.), 1999.
- Lemegeton : Clavicula Salomonis Rex. La petite Clavicule du roi Salomon. L'art de la magie cérémonielle pour commander aux bons et aux mauvais esprits, MacParthy Fred (éd.), Rouen, Sesheta Publications, 2013.
- Mathers Samuel Liddell MacGregor et Crowley Aleister, The Goetia : The Lesser Key of Solomon the King (Clavicula Salomonis Regis), 1904.
- Skinner Stephen et Rankine David, The Goetia of Dr. Rudd, 2007.
- The Lesser Key of Solomon : Lemegeton Clavicula Salomonis. Detailing the Ceremonial Art of Commanding Spirits Both Good and Evil, Peterson Joseph Hagan (éd.), York Beach, Weiser, 2001, 304 p.

### Littérature secondaire

#### Ouvrages
- Boudet Jean-Patrice, Entre science et « nigromance » : astrologie, divination et magie dans l'Occident médiéval (XII-XVe siècle), Paris, Publications de la Sorbonne, 2006, 624 p.
- Bremmer Jan Nicolaas et Veenstra Jan, The Metamorphosis of Magic from Late Antiquity to the Early Modern Period, Leuven, Peeters, 2002, 317 p.
- Davies Owen, Grimoires : A History of Magic Books, Oxford, Oxford University Press, 2010, 368 p.
- Iafrate Allegra, The Long Life of Magical Objects : A Study of the Solomonic Tradition, Penn State University Press, 2020, 248 p
- Kieckhefer Richard, Magic in the Middle Ages, Cambridge ; New York, Cambridge University Press, 1989, 219 p.
- Lecouteux Claude, Histoire légendaire du roi Salomon, Paris, Imago, 2020, 269 p.
- Lecouteux Claude, Le livre des grimoires. De la magie au Moyen Age, Paris, Imago, 2002, 300 p.
- Sallmann Jean-Michel (dir.), Dictionnaire historique de la magie et des sciences occultes, Paris, Librairie générale française, 2006, 832 p.
- Servier Jean (dir.), Dictionnaire critique de l'ésotérisme, Paris, Presses universitaires de France, 1998, 1449 p.
- Torijano Pablo A., Solomon the Esoteric King : from King to Magus, Development of a Tradition, Leyde ; Cologne ; Boston, Brill, 2002, 333 p.
- Van den Toorn Karel et alii (éd.), Dictionary of Deities and Demons in the Bible, Leyde ; Boston, Brill ; Grand Rapids ; Cambridge, William Eerdmans, 1999, 960 p.
- Véronèse Julien, L’« Ars notoria » au Moyen Âge : introduction et édition critique, Florence, Sismel - Del Galluzzo, 2007, 309 p.

#### Articles
- Bar-Ilan Meir, « Pablo A. Torijano's Solomon the Esoteric King », Review of Rabbinic Judaism, 7, 2004, p. 247-255.
- Mandosio Jean-Marc, « Problèmes et controverses à propos de quelques publications récentes sur la magie au Moyen Age », Aries, 7, 2007, p. 207-225.
- Mathiesen Robert, « The Key of Solomon : Towards a Typology of the Manuscripts », Societas Magicas Newsletter, 17, 2007, p. 1-9.
- Paul André, « Livres dits de Salomon », Encyclopaedia Universalis [en ligne], consulté le 10.02.2020.
- Shalev-Eyni Sarit, « Solomon, his Demons and Jongleurs : the Meeting of Islamic, Judaic and Christian Culture », Al-Masaq. Journal of the Medieval Mediterranean, 18, 2006, p. 145-160.